# Cuautitlán (Jalisco)
Cuautitlán, oficialmente Cuautitlán de García Barragán, es una localidad mexicana ubicada en el estado de Jalisco, cabecera del municipio de Cuautitlán de García Barragán.

## Demografía
De acuerdo con el censo de 2020, la localidad tenía 2794 habitantes, de los que 1400 eran hombres y 1394, mujeres. Había alrededor de 1056 viviendas, 828 habitadas, con un promedio de 3.37 ocupantes por vivienda.
| Gráfica de evolución demográfica de Cuautitlán entre 1900 y 2020 |
|                                                                  |
| Fuente: Instituto Nacional de Estadística y Geografía.           |